# Lotta ai Giochi della I Olimpiade - Lotta greco-romana
La gara di lotta greco-romana ai Giochi della I Olimpiade si tenne il 10-11 aprile 1896 ad Atene, nello Stadio Panathinaiko, in occasione delle prime Olimpiadi dell'era moderna. Vi parteciparono cinque atleti provenienti da quattro nazioni.

## Storia dell'evento
L'evento si tenne il 10 aprile 1896, mentre l'11 aprile si terminò la finale; si svolse all'aperto, nell'arena dello Stadio Panathinaiko di Atene, così come avveniva nelle antiche Olimpiadi.
A differenza di oggi, vi era un'unica categoria, senza suddivisione in base al peso. Le regole erano simili alla moderna lotta greco-romana, sebbene non ci fossero limiti di tempo, e non tutti i contrasti di gamba erano proibiti (a differenza delle regole di oggi).
Quasi tutti i partecipanti, a eccezione dei due greci, provenivano da altre discipline e lo stesso vincitore, il tedesco Carl Schuhmann, in realtà era un ginnasta; i tifosi greci dunque puntavano molto su questa disciplina, sognando una finale tutta ellenica, dal momento che i migliori lottatori europei avevano ignorato la gara. Tuttavia la folla si era concentrata sulla gara del giorno, la maratona, vinta dal connazionale Spyridōn Louīs, e trascurò l'evento.

## Nazioni partecipanti
Un totale di 5 atleti, provenienti da 4 nazioni, gareggiarono alle Olimpiadi di Atene nella lotta greco-romana:
- Germania (1)
- Grecia (2)
- Gran Bretagna (1)
- Ungheria (1)

## Tabellone

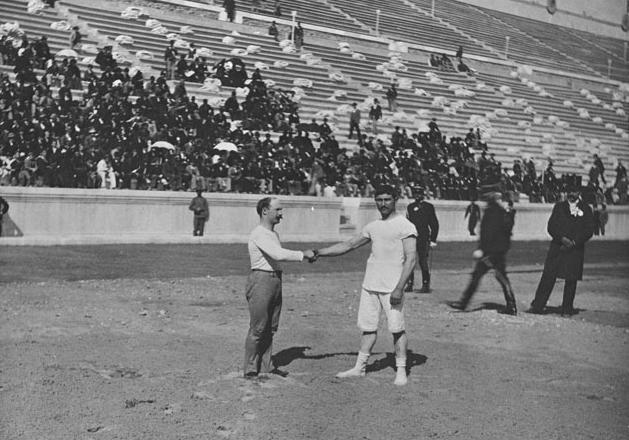
Schumann e Tsitas prima dell'inizio della finale della lotta greco-romana

|  | Quarti di finale | Quarti di finale | Quarti di finale |  |  | Semifinali | Semifinali | Semifinali |  |  | Finale | Finale | Finale |  |
|  |                  |                  |                  |  |  |            |            |            |  |  |        |        |        |  |
|  | Christopoulos    |                  |                  |  |  |            |            |            |  |  |        |        |        |  |
|  |                  |                  |                  |  |  |            |            |            |  |  |        |        |        |  |
|  | Tapavicza (r)    |                  |                  |  |  |            |            |            |  |  |        |        |        |  |
|  |                  | Christopoulos    |                  |  |  |            |            |            |  |  |        |        |        |  |
|  |                  |                  |                  |  |  |            |            |            |  |  |        |        |        |  |
|  |                  |                  | Tsitas           |  |  |            |            |            |  |  |        |        |        |  |
|  |                  |                  |                  |  |  |            |            |            |  |  |        |        |        |  |
|  |                  |                  |                  |  |  |            |            |            |  |  |        |        |        |  |
|  |                  |                  |                  |  |  |            |            |            |  |  |        |        |        |  |
|  |                  | Tsitas           |                  |  |  |            |            |            |  |  |        |        |        |  |
|  |                  |                  |                  |  |  |            |            |            |  |  |        |        |        |  |
|  |                  |                  | Schuhmann        |  |  |            |            |            |  |  |        |        |        |  |
|  | Schuhmann        |                  |                  |  |  |            |            |            |  |  |        |        |        |  |
|  |                  |                  |                  |  |  |            |            |            |  |  |        |        |        |  |
|  | Elliot           |                  |                  |  |  |            |            |            |  |  |        |        |        |  |
|  |                  | Schuhmann        |                  |  |  |            |            |            |  |  |        |        |        |  |
|  |                  |                  |                  |  |  |            |            |            |  |  |        |        |        |  |
|  |                  |                  | bye              |  |  |            |            |            |  |  |        |        |        |  |

## Risultati

### Quarti di finale
- Il britannico Launceston Elliot, già famoso dopo aver vinto nel sollevamento pesi il 7 aprile, era il favorito. Infatti egli era molto più robusto del suo avversario, il tedesco Carl Schuhmann, campione olimpico nel volteggio, che tuttavia lo sconfisse facilmente.
- Stefanos Christopoulos della Grecia incontrò l'ungherese Momcsilló Tapavicza al primo turno. L'incontro fu molto combattuto, con una netta parità tra i due lottatori; la gara terminò con il ritiro di Tapavicza.
- Il greco Geōrgios Tsitas, conquistò arbitrariamente la semifinale, secondo estrazione.

### Semifinali
- Schuhmann conquistò arbitrariamente la finale, secondo estrazione.
- Nell'unica semifinale disputata, si scontrarono i due lottatori greci, Tsitas e Christopoulos. Il vincitore fu Tsitas mentre Christopoulos si dovette accontentare della medaglia di bronzo.

### Finale
L'incontro tra Schumann e Tsitas cominciò nel tardo pomeriggio di venerdì 10 aprile. Dopo 40 minuti di combattimento, non era stata ancora presa alcuna decisione in merito a chi avesse vinto la gara e inoltre stava calando la notte; per questo il match venne rimandato alle 09:00 del giorno successivo, sebbene Schuhmann avesse protestato, affermando che gli sarebbero serviti solo altri pochi minuti per sconfiggere Tsitas. In 15 minuti Schuhmann, il sabato mattina, batté Tsitas.

## Classifica
| Pos | Nazione       | Atleta                 |
| --- | ------------- | ---------------------- |
|     | Germania      | Carl Schuhmann         |
|     | Grecia        | Geōrgios Tsitas        |
|     | Grecia        | Stefanos Christopoulos |
| 4   | Gran Bretagna | Launceston Elliot      |
| 5   | Ungheria      | Momcsilló Tapavicza    |